# Даниловка (Алтайский район)
Дани́ловка — посёлок в Алтайском районе Алтайского края России. Входит в состав Старобелокурихинского сельсовета.

## География
Посёлок находится в юго-восточной части Алтайского края, на берегах небольшой одноимённой реки (приток Старобелокурихи), на расстоянии примерно 17 км (по прямой) к западу от посёлка Алтайское, административного центра района. Абсолютная высота — 340 м над уровнем моря.

### Климат
Климат умеренно континентальный с теплым летом и умеренно морозной снежной зимой. Средняя температура января −16,8 ºС, июля — + 19,2 ºС. Годовое количество осадков — 937 мм.

## Население
| 1997 | 1998 | 1999 | 2000 | 2001 | 2002 | 2003 | 2004 | 2005 |
| ---- | ---- | ---- | ---- | ---- | ---- | ---- | ---- | ---- |
| 13   | →13  | ↗15  | ↗20  | ↗22  | →22  | →22  | ↘15  | ↗23  |
| 2006 | 2007 | 2008 | 2009 | 2010 | 2011 | 2012 | 2013 |      |
| ↘14  | ↗20  | ↘19  | →19  | ↘14  | ↗17  | ↘15  | →15  |      |

### Национальный состав
Согласно результатам переписи 2002 года, в национальной структуре населения русские составляли 96 %.

## Улицы
- ул. Алтайская,
- ул. Белокурихинская,
- ул. Лесная[7].